# Rusłan Ponomariow
Rusłan Ponomariow, ukr. Руслан Олегович Пономарьов (ur. 11 października 1983 w Gorłowce) – ukraiński szachista, mistrz świata Międzynarodowej Federacji Szachowej (FIDE) w latach 2002–2004.

## Kariera szachowa
Ponomariow zaczął odnosić międzynarodowe sukcesy jako dziecko. W 1995 został mistrzem świata juniorów do 12 lat, w następnych latach kolejno: mistrzem Europy do 18 lat i mistrzem świata do lat 18 (jako trzynastolatek). W 1997 w wieku czternastu lat został nagrodzony tytułem arcymistrza, był wówczas najmłodszym arcymistrzem w historii szachów. 
W 2002 odbyły się mistrzostwa świata FIDE. Turniej był rozgrywany systemem pucharowym. Ponomariow dotarł do finału, w którym pokonał swojego rodaka Wasilija Iwanczuka 4½ - 2½. Tym samym mając osiemnaście lat został najmłodszym w historii szachów mistrzem świata. W tym samym roku potwierdził swoje wysokie aspiracje zajmując drugie miejsce za Garri Kasparowem w prestiżowym turnieju w Linares. Występy Ponomariowa w następnym roku zasygnalizowały jednak spadek formy: w Linares zajął V miejsce na siedmiu startujących, w Wijk aan Zee podzielił XI miejsce w stawce czternastu zawodników.
Na skutek rozłamu w światowych szachach od 1993 do 2006 roku mistrzowie świata wyłaniani byli w dwóch konkurencyjnych systemach rozgrywek, organizowanych przez FIDE i przez organizacje zakładane przez Kasparowa. W 2003 roku planowano rozegranie czternastopartiowego meczu pomiędzy Ponomariowem a Kasparowem. Zwycięzca tego meczu miał się spotkać ze zwycięzcą meczu Władimira Kramnika z Péterem Lékó. Te rozgrywki miały na celu wyłonienie niekwestionowanego mistrza świata, jednak Ponomariow odmówił przystąpienia do nich.
W październiku 2003 Ponomariow został pierwszym arcymistrzem zdyskwalifikowanym podczas oficjalnych zawodów za używanie telefonu komórkowego. Zdarzyło się to w czasie drużynowych mistrzostw Europy w Płowdiwie (podczas partii z Jewgienijem Agrestem), Ponomariow wbrew regulaminowi zapomniał wyłączyć telefon przed rozpoczęciem partii.
Pod koniec 2005 wystąpił w Pucharze Świata w Chanty-Mansyjsku, awansując do finału, w którym przegrał z Lewonem Aronianem. W styczniu 2006 roku triumfował w turnieju w Pampelunie. W tym samym roku zwyciężył również (wraz z Peterem Leko i Lewonem Aronianem) w bardzo silnie obsadzonym memoriale Michaiła Tala w Moskwie. W 2007 wystąpił w rozegranych w Eliście meczach pretendentów, ale w I rundzie przegrał z Siergiejem Rublewskim i nie wywalczył awansu do turnieju o mistrzostwo świata w Meksyku. W 2009 r. podzielił I m. (wspólnie z Hikaru Nakamurą) w turnieju Donostia-San Sebastian Chess Festival San Sebastián, natomiast w 2010 r. zwyciężył w turnieju Dortmunder Schachtage w Dortmundzie.
Wielokrotnie reprezentował Ukrainę w turniejach drużynowych, m.in.:
- siedmiokrotnie na olimpiadach szachowych (w latach 1998, 2000, 2002, 2004, 2010, 2012, 2014); siedmiokrotny medalista: wspólnie z drużyną – dwukrotnie złoty (2004, 2010) i trzykrotnie brązowy (1998, 2000, 2012) oraz indywidualnie – złoty (2000 – na II szachownicy) i srebrny (1998 – na VI szachownicy)[8],
- dwukrotnie na drużynowych mistrzostwach świata (w latach 2001, 2005); trzykrotny medalista: wspólnie z drużyną – złoty (2001) oraz indywidualnie – dwukrotne złoty (2001 – na II szachownicy, 2005 – na II szachownicy)[9],
- trzykrotnie na drużynowych mistrzostwach Europy (w latach 1999, 2003, 2011); medalista: indywidualnie – srebrny (2003 – na I szachownicy)[10].

Najwyższy ranking w dotychczasowej karierze osiągnął 1 lipca 2011, z wynikiem 2764 zajmował wówczas 10. miejsce na światowej liście FIDE, jednocześnie zajmując 2. miejsce (za Wasylem Iwanczukiem) wśród ukraińskich szachistów.